# Brătești (okręg Gorj)
Brătești – wieś w Rumunii, w okręgu Gorj, w gminie Căpreni. W 2011 roku liczyła 300 mieszkańców.